# توماس سونتاج
توماس سونتاج (28 أغسطس 1858 في أستراليا - 9 أكتوبر 1938 في نيوزيلندا) (بالإنجليزية: Thomas Sonntag)‏ هو لاعب كريكت نيوزلندي.

## وصلات خارجية
- توماس سونتاج على موقع إي آس بي آن كريك إنفو (الإنجليزية)